# Freisinnige Vereinigung
Die Freisinnige Vereinigung (FVg, auch FrVgg) war eine liberale Partei im Deutschen Kaiserreich, die 1893 aus einer Abspaltung von der Deutsch-freisinnigen Partei hervorgegangen war und 1910 in der Fortschrittlichen Volkspartei aufging. Personell stand sie in der Tradition der Liberalen Vereinigung, die sich ihrerseits 1880 von der Nationalliberalen Partei abgespalten hatte. Die FVg war zunächst eine klassische Honoratiorenpartei, wandelte sich jedoch spätestens mit der Aufnahme des Nationalsozialen Vereins 1903 zu einer Mitgliederpartei.

## Entstehung
Die von Anfang an in der Deutsch-freisinnigen Partei vorhandenen Spannungen zwischen dem linken Flügel der ehemaligen Fortschrittler und dem rechten Flügel der früheren Sezessionisten traten am 6. Mai 1893 an die Oberfläche, als im Reichstag Georg Siemens und fünf weitere Mitglieder der freisinnigen Fraktion im Gegensatz zur Fraktionsmehrheit für eine Heeresvorlage des Reichskanzlers Leo von Caprivi stimmten. Der Parteiführer Eugen Richter forderte daraufhin mit Erfolg den Fraktionsausschluss der sechs Abweichler. Wenige Tage später erklärten weitere ehemalige Sezessionisten wie Ludwig Bamberger, Theodor Barth, Heinrich Rickert und Karl Schrader sowie eine Gruppe alter Fortschrittler um Albert Hänel ihren Parteiaustritt und formierten sich mit den Abtrünnigen zur Freisinnigen Vereinigung. In vieler, vor allem in personeller Hinsicht knüpfte die neue Gruppierung an der Tradition der Liberalen Vereinigung aus den frühen 1880er Jahren an. Der verbliebene linke Parteiflügel um Richter, dem weiter „das Gros der Organisation“ zur Verfügung stand, konstituierte sich nun als Freisinnige Volkspartei.
Da es nach der Ablehnung der Caprivischen Heeresvorlage durch die Parlamentsmehrheit zur Auflösung des Reichstags kam, verlief die Entstehungsphase der neuen Partei parallel zum Wahlkampf der Reichstagswahl 1893. Die Freisinnige Vereinigung betonte dabei vor allem wirtschaftsliberale Ziele. Allerdings hatte die Parteispaltung das Vertrauen der Wähler in den Linksliberalismus insgesamt erschüttert, so dass die beiden Parteien zusammengenommen deutlich schwächer abschnitten als die Deutsch-freisinnige Partei bei vorangegangenen Wahlen. Von den insgesamt 37 Mandaten der beiden linksliberalen Gruppen, entfielen auf die Freisinnige Vereinigung lediglich 13. Bei der Reichstagswahl 1890 hatten die Freisinnigen noch 66 Mandate erringen können.
| Ergebnisse der FVg bei den Reichstagswahlen 1893 bis 1907 | Ergebnisse der FVg bei den Reichstagswahlen 1893 bis 1907 | Ergebnisse der FVg bei den Reichstagswahlen 1893 bis 1907 | Ergebnisse der FVg bei den Reichstagswahlen 1893 bis 1907 |
| --------------------------------------------------------- | --------------------------------------------------------- | --------------------------------------------------------- | --------------------------------------------------------- |
| 15. Juni 1893                                             | 258.481 Stimmen                                           | 3,9 %                                                     | 13 Sitze                                                  |
| 16. Juni 1898                                             | 195.682 Stimmen                                           | 2,5 %                                                     | 12 Sitze                                                  |
| 16. Juni 1903                                             | 243.230 Stimmen                                           | 2,6 %                                                     | 9 Sitze                                                   |
| 25. Januar 1907                                           | 359.320 Stimmen                                           | 3,2 %                                                     | 14 Sitze                                                  |

## Organisation und Politik bis 1903
Durch die Reichstagswahl kam es auch erst danach zu einer offiziellen Gründungsversammlung. Dabei machte der Fraktionsvorsitzende Schrader deutlich, dass die Vereinigung nicht so sehr eine geschlossene Partei, sondern eher ein liberaler Wahlverein sein wollte. Daher gab es auch kein neues Parteiprogramm; stattdessen behielten die programmatischen Forderungen der Deutsch-Freisinnigen Partei von 1884 vorerst ihre Gültigkeit. Zwar gab es einen Mitgliedsbeitrag, eine feste Organisation gab es allerdings kaum, und die Vereinigung hatte keine Statuten. Die meisten örtlichen Organisationen der Deutsch-Freisinnigen Partei hatten sich der Freisinnigen Volkspartei angeschlossen. Auch in der Folge blieb die Zahl der örtlichen Vereine gering. Etwas größer war die Zahl von Wahlkomitees. In vielen Wahlkreisen war die Vereinigung jedoch überhaupt nicht vertreten. Im Jahr 1903 gab es vor dem Anschluss des Nationalsozialen Vereins nur etwa 1.000 Parteimitglieder. Eine Parteipresse im engeren Sinne existierte nicht; ein politisch nahestehendes Periodikum war die von Theodor Barth herausgegebene Wochenschrift Die Nation, die bis 1907 erschien.
Der Vorstand der Vereinigung wurde bis 1905 von der Generalversammlung gewählt. Während der zahlenmäßig nicht fest umrissene Vorstand in der Regel nur halbjährlich zusammentrat und über Grundsatzfragen beriet, wurde von ihm ein siebenköpfiger geschäftsführender Ausschuss mit Sitz in Berlin bestimmt, der unter anderem über „Agitation“, „Wahlbündnisse“ und „Stichwahlparolen“ zu entscheiden hatte. Bis zu seinem Tod im November 1902 wurde dieser Ausschuss von Heinrich Rickert geleitet, auf ihn folgte Karl Schrader.
Die regionalen Schwerpunkte der Partei lagen in Norddeutschland und in Ostelbien, wobei fast zwei Drittel der Mandate in den Gebieten östlich der Elbe gewonnen wurden. Eine besondere Rolle spielten See- und Hafenstädte wie Lübeck, Stettin oder Danzig, wo die FVg von 1893 bis 1907 jeweils die Stichwahl gewinnen konnte. In Bremen erreichte sie 1893 auf Anhieb die absolute Mehrheit der Stimmen. Dies hing auch damit zusammen, dass „die Interessen von Banken und Versicherungen, der Schifffahrt und des Außenhandels“ bei der Freisinnigen Vereinigung „hohes Gewicht“ hatten.
Im Gegensatz zur Freisinnigen Volkspartei unterstützte die Freisinnige Vereinigung die Flotten- und Kolonialpolitik der deutschen Reichsregierung, so dass sie sich hier zeitweise der Nationalliberalen Partei annäherte. Eine allmähliche Abkehr vom strikten Manchesterliberalismus, die mit einer vorsichtigen Öffnung für sozialpolitische Maßnahmen einherging, welche von Theodor Barth, Richard Roesicke, Lujo Brentano und anderen befürwortet wurde, gewann erst an Dynamik durch den Beitritt der Nationalsozialen.

## Vereinigung mit dem Nationalsozialen Verein
Von großer Bedeutung war der Anschluss des Nationalsozialen Vereins um Friedrich Naumann an die Freisinnige Vereinigung im Jahr 1903. Dies veränderte den Charakter der Vereinigung nachhaltig. Die sozialen Probleme des Industriezeitalters spielten nunmehr eine größere Rolle. Ziel war es, nach Vorbild von Joseph Chamberlain den Gegensatz zwischen Bürgertum und Arbeitern zu überwinden. Neben der Lösung der sozialen Frage als solcher erhoffte man sich damit die Möglichkeit einer weiteren äußeren Machtentfaltung Deutschlands im Zeitalter des Imperialismus. Mit den Ortsgruppen der Nationalsozialen bekam die Vereinigung außerdem einen stärkeren organisatorischen Unterbau. Eine Änderung der Statuten sah ab 1905 als organisatorische Basis der Partei nicht mehr die Einzelmitglieder an, sondern die örtlichen Vereine. An die Stelle der Generalversammlungen traten ab 1906 die einmal pro Jahr stattfindenden Delegiertentage. Die örtlichen Vereine entfalteten insbesondere während der Wahlkämpfe eine erhebliche Aktivität und führten in der übrigen Zeit Veranstaltungen zur politischen Bildung ihrer Mitglieder durch. Auch politisch gewannen die örtlichen Organisationen an Gewicht, was den Einfluss des Parteivorstands gegenüber der Reichstagsfraktion wachsen ließ. Um die Partei organisatorisch zu stärken, kam es vermehrt zur Anstellung haupt- oder nebenamtlicher Parteisekretäre. Das Ziel, sich zu einer Volkspartei zu entwickeln, wurde allerdings nicht erreicht. Im Jahr 1909 zählte die Partei 9.494 Mitglieder; 1910 gab es 150 Ortsvereine.

## Zusammenschluss der linksliberalen Parteien
Im Jahr 1905 kam es zu einem Treffen von Mitgliedern der beiden freisinnigen Parteien und der Deutschen Volkspartei, um über einen erneuten Zusammenschluss der (links-)liberalen Parteien zu beraten. Daraus folgte die Ausarbeitung eines Programms auf Basis eines Minimalkonsenses. Zu einer engeren Zusammenarbeit kam es beim Wahlkampf für die Reichstagswahl 1907. Die drei Parteien gehörten danach dem Bülow-Block an und bildeten im Reichstag eine Fraktionsgemeinschaft. Allerdings wurde die Beteiligung am Bülow-Block mit Konservativen und Nationalliberalen von einer kritischen Minderheit um Theodor Barth, Rudolf Breitscheid und Hellmut von Gerlach abgelehnt. Zum Austritt dieser Gruppe aus der FVg kam es auf dem Delegiertentag im April 1908, als die Gegensätze in der Haltung zum Reichsvereinsgesetz unüberbrückbar zutage traten. Die im Anschluss gegründete und von Breitscheid geführte Demokratische Vereinigung war vorübergehend „der äußerste linke Flügel des Liberalismus“, blieb allerdings bei Wahlen erfolglos.
Nachdem das Reichsvereinsgesetz 1908 Frauen die reguläre Mitgliedschaft in Parteien ermöglicht hatte, schlossen sich führende Mitglieder des Bundes Deutscher Frauenvereine wie Gertrud Bäumer oder Helene Lange der FVg an; Else Lüders gehörte zu den ersten weiblichen Mitgliedern des Parteivorstands.
Am 6. März 1910 wurde auf einem gemeinsamen Parteitag der Zusammenschluss der drei fusionswilligen linksliberalen Organisationen zur Fortschrittlichen Volkspartei beschlossen und verkündet.

## Bedeutende Mitglieder
- Ludwig Bamberger
- Theodor Barth
- Gertrud Bäumer
- Rudolf Breitscheid
- Lujo Brentano
- Max Broemel
- Hellmut von Gerlach
- Otto Gildemeister
- Georg Gothein
- Albert Hänel
- Helene Lange
- Franz von Liszt
- Karl Mommsen
- Theodor Mommsen
- Friedrich Naumann
- Hermann Pachnicke
- Hugo Preuß
- Heinrich Rickert
- Richard Roesicke
- Karl Schrader
- Gerhart von Schulze-Gaevernitz
- Georg von Siemens